# Бријер сир Оаз
Бријер сир Оаз (фр. Bruyères-sur-Oise) је насељено место у Француској у региону Париски регион, у департману Долина Оазе.
По подацима из 2011. године у општини је живело 3761 становника, а густина насељености је износила 422,11 становника/km².

## Демографија
| 1962. | 1968. | 1975. | 1982. | 1990. | 2011. |
| ----- | ----- | ----- | ----- | ----- | ----- |
| 670   | 962   | 1.582 | 1.546 | 3.162 | 3.761 |